# The Scarlet Road
The Scarlet Road è un film muto del 1916, prodotto dalla George Kleine Productions e distribuito dalla Kleine-Edison Feature Services. Il nome del regista non appare nei credit del film che vede come interpreti Malcolm Duncan, Anna Q. Nilsson, Della Connor, Iva Shepard, John Jarrott. La fotografia si deve a Jugo C. Johnson.

## Trama
I soldi di un'eredità danno alla testa a Harry Tremaine che abbandona il suo progetto di commercializzare un nuovo motore di aeroplano per dedicarsi, anima e corpo, alla relazione con Betty, una conturbante ballerina. Quando però il soldi finiscono, finisce anche l'amore della donna per lui. Harry, che ha imparato la lezione, si rimette in riga e finisce anche per diventare una specie di eroe quando salva una donna dall'annegamento. Il padre milionario adesso gli finanzia il progetto del motore, cosa che consente a Harry di diventare nuovamente ricco. Betty, allora, vorrebbe riallacciare il loro rapporto ma Harry la respinge, tornando invece da Alice, la fedele fidanzata che lui aveva lasciato per lei.

## Produzione
Il film fu prodotto dalla George Kleine Productions con il titolo di lavorazione The End of the Road.

## Distribuzione
Il copyright del film riporta due date di richiesta, ambedue della George Kleine: quella del 2 febbraio con il numero LU7542 e quella del 16 febbraio 1916 con il numero LP7859. Il catalogo dei copyright segna come autore, accanto al nome di Bruno Lessing (pseudonimo di Rudolph Edgar Block), anche quello di Clarkson Miller.
Distribuito dalla Kleine-Edison Feature Services, il film uscì nelle sale cinematografiche statunitensi il 16 febbraio 1916. Nel 1920, ne fu fatta una riedizione.
Copia completa della pellicola si trova conservata negli archivi della Library of Congress di Washington.